# Semiothisa trirecurva
Semiothisa trirecurva là một loài bướm đêm trong họ Geometridae.